# Hekelingen
Hekelingen is een dorp en voormalige gemeente op het eiland Putten, in de Nederlandse provincie Zuid-Holland.
De oudste nog bestaande gesigneerde luidklok van Nederland (gesmeed in 1285) werd geluid in de eerste (niet meer bestaande) kerk van Hekelingen. Deze luidklok bevindt zich vanaf 1916 in het Rijksmuseum te Amsterdam..
Sinds de 19e eeuw vaart er een veerpont tussen Hekelingen en Nieuw-Beijerland in de Hoeksche Waard, die tegenwoordig de enige autoverbinding is over het Spui.
Hekelingen heeft een eigen voetbalvereniging: VV Hekelingen.

## Geschiedenis
Hekelingen is een van de oudste dorpen op Voorne-Putten. De eerste documentatie waarin de naam “Hekelinge” wordt genoemd stamt uit 1322, maar al in de 13de eeuw is het dorp ontstaan als dijknederzetting en het is nu nog een dijkdorp. In de polders van Hekelingen zijn opgravingen gedaan waaruit blijkt dat er reeds 3000 jaar geleden mensen woonden in dit gebied.
Hekelingen was tot 1966 een zelfstandige gemeente, maar had wel al sinds 1 april 1817 dezelfde burgemeester als Spijkenisse. Van 1812 tot 1817 was Hekelingen toegevoegd aan Spijkenisse. Sinds 1 mei 1966 maakte het weer deel uit van de gemeente Spijkenisse. Het dorp werd toentertijd opgenomen als wijk van Spijkenisse. Begin 21ste eeuw is hier weer verandering ingekomen, en was het geen wijk meer, maar werd weer als dorp beschouwd.
Tot en met 31 december 2014 was Hekelingen onderdeel van de gemeente Spijkenisse. Op 1 januari 2015 ging de plaats samen met de gemeente op in de gemeente Nissewaard.

## Geboren in Hekelingen
- Kors Monster (Hekelingen, 27 december 1918 - Rome, 15 mei 1978), componist en muziekpedagoog
- Arend Braat (Hekelingen, 15 februari 1874 - Hekelingen, 11 januari 1947), Nederlands politicus, ook wel Boer Braat genoemd.

## Voetnoten
1. 1 2 3 4 5  Tabel: Bevolking; maandcijfers per gemeente en overige regionale indelingen, 1 januari 2023, Centraal Bureau voor de Statistiek, Voorburg/Heerlen
2. ↑  Gemeente Spijkenisse (2007). Gemeentelijke voorlichtingskrant Spijkenisse. 30e jaargang, nummer 8, 20 augustus 2007

Hoofdplaats: Spijkenisse     
Steden: Geervliet · Heenvliet

Dorpen: Abbenbroek · Hekelingen · Simonshaven · Zuidland

Buurtschappen: Beerenplaat · Biert · Den Hoek · Tweede Vlotbrug

Zuid-Holland: Steden en dorpen    Nederland: Provincies · Gemeenten